# Obora (Plzeň-sever)
Obora é uma comuna checa localizada na região de Plzeň, distrito de Plzeň-sever.